# Druckleistung
Als Druckleistung bezeichnet man die Anzahl von bedruckten Papierblättern, die Füllung einer Farbe eines Druckers erreicht werden kann. Als Referenz wird hierbei gerne der Dr.-Grauert-Brief verwendet.
Maßgabe ist hierbei der sogenannte Deckungsgrad, welcher beim Dr.-Grauert-Brief bei etwa 2,8 % liegt. Als 100 % wird die maximal bedruckbare Fläche eines vollständigen Farbauftrags von 100 % gewertet. In der Praxis geben die meisten Hersteller die Anzahl der DIN A4 Seiten bei einem Deckungsgrad von 5 % an, was einem normalen Geschäftsbrief mit Logo entspricht.
Die typischen Reichweiten bei 5 % Farbdeckung:
- Tintenstrahldrucker: zwischen 250 und 450 Seiten
- normale Laserdrucker (Einkomponententoner): zwischen 1500 und 40000 Seiten
- hochwertige Laserdrucksysteme (Zweikomponententoner): zwischen 5000 und 72000 Seiten

Die Druckleistungen der einzelnen Systeme variieren sehr stark und sind insbesondere bei tintenbasierten Systemen auch vom Ausgabemedium abhängig. 
Beim Fotodruck liegt der Deckungsgrad je nach Abbildung erheblich höher. Für eine Landschaftsaufnahme im Format DIN A4, mit blauem Himmel, einem Wald im Hintergrund und einigen Häusern im Vordergrund liegen die Deckungsgrade bei etwa 40 % für Gelb, 30 % für Magenta, 28 % für Cyan und 20 % für Schwarz. In der Regel ist Gelb die Farbe mit dem höchsten Verbrauch.
Mögliche Reichweiten im Fotodruck in höchster Qualität bis Erschöpfung der ersten Farbe:
- Tintenstrahldrucker: 25–40 Seiten (auf Spezialpapier)
- Farblaserdrucker: 100–250 Seiten
- Vollfarbsysteme: bis 5000 Seiten